# Megophthalmidia
Megophthalmidia är ett släkte av tvåvingar som beskrevs av Dziedzicki 1889. Megophthalmidia ingår i familjen svampmyggor.
Släktet innehåller bara arten Megophthalmidia crassicornis.